# Блайт-Бридж
Блайт-Бридж (англ. Blyth Bridge) — село в Шотландії. Розташоване в області Шотландські кордони.